# Motides
Motides (in greco Μότιδες?; in turco İncesu) è un piccolo villaggio di Cipro, a est di Lapithos.  È sotto il controllo de facto di Cipro del Nord, dove appartiene al distretto di Girne, mentre de iure appartiene al distretto di Kyrenia della Repubblica di Cipro. Questo piccolo villaggio è sempre stato abitato esclusivamente da greco-ciprioti. La sua popolazione nel 2011 era di 180 abitanti.

## Geografia fisica
Il villaggio di Motides è situato sulle pendici settentrionali della parte occidentale del Pentadaktylos, a solo un km e mezzo a sud-est di Karavas/Alsancak e a 8 km a ovest della città di Kyrenia.

## Origini del nome
Goodwin sostiene che Motides era il nome della famiglia di un funzionario greco responsabile dell'estimo fiscale della zona nel XVII secolo. Nel 1975, i turco-ciprioti cambiarono il nome del villaggio in İncesu, che letteralmente significa "sorgente sottile" in turco, a causa di una sorgente nelle vicinanze.

## Società

### Evoluzione demografica
Il villaggio è sempre stato abitato esclusivamente da greco-ciprioti. Durante la prima metà del XX secolo la sua popolazione ha registrato un piccolo aumento, passando da 38 abitanti nel 1901 a 59 nel 1946. Tuttavia, per ragioni non chiare, nel 1960 la popolazione era scesa a 53 persone.
Tutti gli abitanti del villaggio vennero sfollati tra il 20 e il 22 luglio 1974, durante l'invasione turca di Cipro. Attualmente, come il resto dei greco-ciprioti sfollati, i greco-ciprioti di Motidhes sono sparsi in tutto il sud dell'isola. La popolazione sfollata di Motidhes può essere stimata in circa 40 persone, dal momento che nel 1973 si registravano 40 greco-ciprioti.
Dopo lo sfollamento dei suoi abitanti greco-ciprioti nel 1974, il villaggio è stato ripopolato da sfollati turco-ciprioti provenienti da diverse zone di Paphos, e in particolare dal villaggio di Meladeia/Malatya. Attualmente vivono qui anche persone originarie della Turchia. Dalla metà degli anni ottanta, molti cittadini europei e ricchi turco-ciprioti provenienti da altre zone del nord dell'isola hanno acquistato proprietà e costruito case estive qui. Negli anni '80 İncesu si è fuso con il vicino villaggio di Palaiosofos e da allora questi villaggi sono stati contati insieme nei censimenti.
Secondo il censimento del 2006, la popolazione de jure dei due villaggi (Motides e Palaiosofos o Malatya/İncesu) era di 150 persone, ma durante la stagione delle vacanze questo numero poteva arrivare a oltre 250.